# Alaa Hussein Ali
Ala'a Hussein Ali Al-Khafaji Al-Jaber (tiếng Ả Rập: علاء حسين علي خفاجي الجابر ; sinh k. năm 1948) từng là người đứng đầu một chính phủ bù nhìn ngắn hạn ở Kuwait ("Cộng hòa Kuwait", 4–8 tháng 8 năm 1990) trong giai đoạn đầu của chiến tranh Vùng Vịnh.

## Sự nghiệp
Ali mang hai quốc tịch Iraq và Kuwait, lớn lên ở Kuwait và sang Baghdad học hành để rồi ít lâu sau gia nhập đảng Ba'ath cầm quyền ở Iraq. Từng là sĩ quan cấp bậc trung úy trong quân đội Kuwait trước cuộc xâm lược của Iraq, Ali được thăng cấp đại tá ở Baghdad và sắp đặt làm người đứng đầu chính phủ bù nhìn gồm 9 thành viên trong cuộc xâm lược. Một tuần sau, Kuwait bị Iraq sáp nhập và Ali trở thành Phó Thủ tướng Iraq.
Năm 1993, Ali bị chính phủ Kuwait kết án tử hình vắng mặt bằng cách treo cổ vì tội phản quốc. Tháng 1 năm 2000, ông quay trở lại Kuwait để kháng cáo bản án này. Tuy vậy, tòa án lại xác nhận Ali phạm tội phản quốc vào ngày 3 tháng 5 năm 2000. Tháng 3 năm 2001, bản án của Ali được chính phủ Kuwait giảm xuống thành tù chung thân.